# Гемінгфорд (Небраска)
Гемінгфорд (англ. Hemingford) — селище (англ. village) в США, в окрузі Бокс-Б'ютт штату Небраска. Населення — 787 осіб (2020).

## Географія
Гемінгфорд розташований за координатами 42°19′17″ пн. ш. 103°4′31″ зх. д. / 42.32139° пн. ш. 103.07528° зх. д. (42.321263, -103.075357).  За даними Бюро перепису населення США в 2010 році селище мало площу 1,76 км², уся площа — суходіл.

## Демографія
Згідно з переписом 2010 року, у селищі мешкали 803 особи в 335 домогосподарствах у складі 220 родин. Густота населення становила 456 осіб/км².  Було 418 помешкань (237/км²).
Расовий склад населення:
| - 96,1 % — білих - 1,2 % — корінних американців - 0,4 % — чорних або афроамериканців |

До двох чи більше рас належало 2,1 %. Частка іспаномовних становила 4,6 % від усіх жителів.
За віковим діапазоном населення розподілялося таким чином: 26,9 % — особи молодші 18 років, 57,8 % — особи у віці 18—64 років, 15,3 % — особи у віці 65 років та старші. Медіана віку мешканця становила 42,2 року. На 100 осіб жіночої статі у селищі припадало 94,0 чоловіків;  на 100 жінок у віці від 18 років та старших — 93,7 чоловіків також старших 18 років.
Середній дохід на одне домашнє господарство  становив 58 710 доларів США (медіана — 46 923), а середній дохід на одну сім'ю — 69 756 доларів (медіана — 63 583). Медіана доходів становила 51 375 доларів для чоловіків та 27 232 долари для жінок. За межею бідності перебувало 12,0 % осіб, у тому числі 18,6 % дітей у віці до 18 років та 11,5 % осіб у віці 65 років та старших.
Цивільне працевлаштоване населення становило 403 особи. Основні галузі зайнятості: освіта, охорона здоров'я та соціальна допомога — 26,6 %, транспорт — 24,8 %, сільське господарство, лісництво, риболовля — 7,4 %, роздрібна торгівля — 6,7 %.